# Monaster Narodzenia Matki Bożej w Zahorowie Nowym
Monaster Narodzenia Matki Bożej – zrujnowany męski klasztor w Zahorowie w obwodzie wołyńskim Ukrainy. Założony w 1567 jako prawosławna męska wspólnota monastyczna, przyjął unię w XVIII w., w 1848 ponownie został przejęty przez mnichów prawosławnych, zaś w 1921 został zrewindykowany na rzecz Kościoła rzymskokatolickiego. Obecnie (początek XXI w.) w ruinie (z wyjątkiem jednej cerkwi, odrestaurowanej na początku lat 90. XX w.).

## Historia
Prawosławny klasztor w Zahorowie mógł powstać jeszcze w XIII w., z inicjatywy mnichów Monasteru Kijowsko-Pieczerskiego. W 1567 prawosławny szlachcic Piotr Zahorowski i jego żona Fedora zd. Sanguszko ufundowali w Zahorowie nowe obiekty dla wspólnoty mniszej oraz przekazali jej nadania ziemskie. Antoni Mironowicz wymienia monaster w Zahorowie jako jeden z najważniejszych ośrodków prawosławnego życia mniszego na Wołyniu w XVI w.. W 1664 Iwan Zahorowski odebrał klasztorowi darowane wcześniej dobra. Monaster pozostawał prawosławny do XVIII w. Podawane są różne daty jego przejścia na unię – 1703, 1709, 1719. Budynki monasterskie zostały przebudowane z funduszy hr. Dominika Czackiego.  Do 1839 klasztorem administrował Zakon Bazylianów Świętego Jozafata. W 1776 klasztor zamieszkiwało jedenastu zakonników, był on siedzibą bazyliańskiego nowicjatu.
W 1848 monaster przejął Rosyjski Kościół Prawosławny, ponownie sprowadzając do Zahorowa mnichów prawosławnych. Bogate zbiory biblioteczne klasztoru, archiwum i część ikon zostały wywiezione w 1915 podczas bieżeństwa. Klasztor pozostawał w rękach prawosławnych do 1921 r., kiedy został zrewindykowany na rzecz Kościoła katolickiego. Wniosek o przekazanie zabudowań i majątku monasterskiego skierowała do wojewody wołyńskiego społeczność katolicka z Koniuch wsparta przez biskupa łuckiego Ignacego Dubowskiego. We wniosku zawarto fałszywe informacje o historii monasteru, podając, że powstał on w XVIII w. jako dominikański.

Monaster na początku XX w.

W marcu 1921 wojewoda wołyński polecił ustalić, jaka część zabudowań monasteru i jego majątku jest potrzebna parafii rzymskokatolickiej, zaś część obiektów, z mniejszą cerkwią i budynkiem mieszkalnym, pozostawić mnichom prawosławnym. Termin przejęcia monasteru przez katolików wyznaczono na 8 maja 1921. Według wystąpienia ukraińskich posłów w sejmie II Rzeczypospolitej w rzeczywistości rewindykacja klasztoru nastąpiła pięć dni wcześniej i w gwałtowny sposób: kapłani katoliccy, idąc na czele grupy miejscowych wiernych, wdarli się do cerkwi monasterskiej i wyświęcili ją na kościół mimo protestów zebranych prawosławnych. Posłowie podawali, że w czasie tego wydarzenia doszło do zniszczenia ikonostasu i niektórych ikon wiszących na ścianach obiektu. W czerwcu 1921 biskup krzemieniecki Dionizy uzyskał od wojewody zgodę na mianowanie hieromnicha Nifonta administratorem tej części monasteru, która miała pozostać w rękach prawosławnych. Duchowny miał również sprawować prawosławne nabożeństwa w mniejszej cerkwi. W lipcu 1921 Dionizy ponownie kontaktował się z wojewodą, twierdząc, że zahorowski proboszcz katolicki usunął mnicha Nifonta i sześciu innych braci z budynku, który miał pozostać w rękach prawosławnych i uniemożliwiał im korzystanie z cerkwi. 11 października 1921 reskrypt Ministerstwa Wyznań Religijnych i Oświecenia Publicznego ostatecznie przekazał cały obiekt klasztoru zahorowskiego katolikom.   
11 września 1943 w dawnym monasterze w Zahorowie doszło do walki między czotą UPA Andrija Marceniuka „Berezy” a oddziałami niemieckimi. Według W. Czabana, którego opracowanie cytuje Grzegorz Motyka, walkę z przeważającymi siłami niemieckimi w monasterze stoczyła czota A. Marceniuka, tracąc 29 ludzi z 44-osobowego oddziału. Partyzanci mieli jednak odeprzeć szturm na monaster, przeprowadzony z użyciem trzech samolotów, a następnie opuścić ruiny pod osłoną mgły. Wydarzenie to stało się następnie obiektem mitologizacji zwolenników UPA. 
Od tego czasu monaster pozostaje w ruinie, chociaż po 1990 stał się celem pielgrzymek.
W 1991 r. jedna z dawnych cerkwi monasterskich (pw. Trzech Świętych Hierarchów) została odrestaurowana, następnie ponownie wyświęcona pod wezwaniem Narodzenia Matki Bożej. Należała do Ukraińskiego Kościoła Prawosławnego Patriarchatu Kijowskiego (od 2018 r. jest świątynią Kościoła Prawosławnego Ukrainy).